# لیسبت پالمه

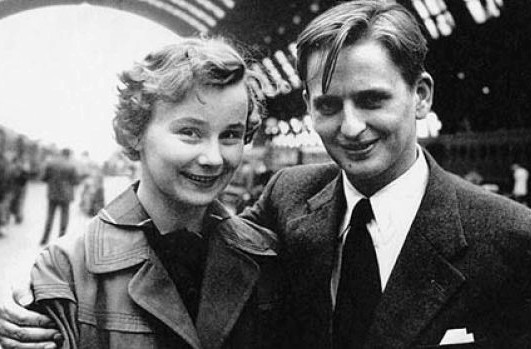
لیسبت و اولاف پالمه در ماه عسل در سال ۱۹۵۶

آنا لیسبت کریستینا پالمه (به انگلیسی: Anna Lisbeth Christina Palme) (نام دوشیزگی: بک فریس) (زاده ۱۴ مارس ۱۹۳۱ – درگذشته ۱۸ اکتبر ۲۰۱۸) رئیس یونیسف میان سال‌های ۲۰۰۰–۲۰۰۱ و همسر نخست‌وزیر سوئد، اولاف پالمه، بود. آن‌ها در ۹ ژوئن ۱۹۵۶ ازدواج کردند.
وقتی در تاریخ ۲۸ فوریه ۱۹۸۶ اولوف پالمه همسر لیسبت ترور شد و به قتل رسید لیسبت همراه او بود و در اثر تیراندازی مجروح گردید.
پالمه پس از مدتی رنج بردن از بیماری نامشخص، در ۱۸ اکتبر ۲۰۱۸ درگذشت. او ۸۷ ساله بود.